# Aloina macrorrhyncha
Aloina macrorrhyncha är en bladmossart som först beskrevs av Kindberg in Macoun, och fick sitt nu gällande namn av Kindberg 1897. Aloina macrorrhyncha ingår i släktet toffelmossor, och familjen Pottiaceae. Inga underarter finns listade i Catalogue of Life.